# Београд у плавом
Београд у плавом је књига прича Софије Јечине (рус. Софья Ечина) објављена у издању "4CE" из Београда 2021. године. Књигу је превео из необјављеног рукописа Зорислав Паунковић. Софија Јечина је и ауторка слика у књизи.

## О аутору
Софија Јечина је рођена 1990. године у насељу Горјачие Кључи на Итурупу, највећем Курилском острву у Русији. Године 2012. је на Државном универзитету у Курску дипломирала са звањем Магистар уметности. Учествовала је на многим значајним изложбама, конкурсима и фестивалима. Од 2017. године живи и ради у Београду.

## О књизи
Када је руска уметница, ауторка књиге, дошла у Србију, заљубљује се у нашу земљу и одлучује да своје импресије и догодовштине пренесе на папир. Београд јој се издваја као мотив на њеним радовима и у њеним причама. Београд је и место њеног боравка, али кроз њене сликане призоре град је не само географска, већ и осећајна координата. У сликању преовладава плава боја. Кроз ликовна дела различитих формата и свакодневне цртачке скице, аутиркино дело преноси посматрачу препознатљиве одлике савременог живота, које она остварује и у другим медијима, у записима и текстуалним минијатурама, у анегдотама и смисленим заљкључцима.
у књизи су слике и текстови и осталих градова и предела земље: Ниша, Чачка,Новог Сада, , дрине, Таре, Дунава,...

## Списак слика у књизи
Књига је обогаћена ауторкиним оригиналним сликама инспирисаним разним деловима Србије и свакодневним животом у Београду.
- Бели град - на корици књиге
- Добро вече
- Стога (Златибор)
- Усамљена планина
- Пут до куће
- Нови Београд током карантина
- Изгубила сам се
- Светлост је угашена
- Нас двоје
- Ружичасти цвет (Сава мала)
- Дрво у близини реке Дрине
- Жеђ за пролећем
- Два јастука
- Несаница
- Човек који спава
- Жута поља
- Уступити
- Авала
- Зелено дрво (Дорћолски кеј)
- Москва
- У плавом
- Машта
- Јуче
- Зимско јутро
- Руски воз
- Мак
- За живе!
- Ћеле-кула (Ниш)
- Сребрне куће
- Погледај море
- Жуто цвеће
- Облачност у планинама
- Вишеград
- Дунавска улица
- Дијалог
- Кула Небојша
- Зимски залазак сунца
- на другој страни
- Дунав
- Зелено светло (Рибар)
- Земун (20 часова)
- Северна кућа (Смедерево)
- Сунчан дан (Раваница)
- Тврђава Калемегдан
- Зелена вода
- Зимско вече
- Чамци
- Продавац белог лука
- У башти вајара
- 30. новембар
- Ђаволја варош
- Залазак сунца
- Чамци (Земун)
- Паприке
- Дворишта
- Друга соба
- Црвени залазак сунца
- Ноћно певање
- Стара капетанија (Земун)
- Река
- Јесење чишћење
- Црвени аутомобил
- јастребац
- Пиротски ћилим
- Сунчан дан
- Молим, једну кафу
- А лето ће бити топло
- Ентеријер
- Кућа на Дрини
- Будућност
- Авала
- Аутопортрет зими